# Pop Concerto Orchestra
Le Pop Concerto Orchestra est un groupe de musique pop français chantant en langue anglaise, dont les compositions sont signées par Paul de Senneville et Olivier Toussaint.
Leur plus célèbre titre est Eden Is a Magic World, enregistré initialement en 1976 et qui rencontre le succès à l'été 1982.

## Historique
Les compositeurs Paul de Senneville et Olivier Toussaint forment le groupe en 1971 avec Jean Baudlot et Peter McLane,. Ils sortent leur premier single intitulé Pop Concerto Show la même année et qui devient leur premier succès, se classant parmi les dix meilleures ventes de 45 tours  en Belgique francophone et en France entre novembre 1971 et janvier 1972,,
En 1982, la chanson Eden Is a Magic World, qui est parue à l'origine en 1976 sur la face B de leur 45 tours Come On Come On, sera finalement un succès, atteignant la première place des ventes à l'été et se vend à plus d'un million d'exemplaires, après avoir servi à l'époque pour une publicité de la marque Telefunken. Après la sortie de plusieurs 45 tours qui ne rencontrent pas le même succès, le groupe se dissout en 1985.

## Discographie

### Albums
- 1972 : Pop Concerto Orchestra
- 1973 : Orchestraux N°1
- 1982 : Eden Is a Magic World

### Compilations
- 1974 : Pop Concerto Orchestra
- 2021 : Anthology